# Persoonia pauciflora
Persoonia pauciflora (лат.) — кустарник, вид рода Персоония (Persoonia) семейства Протейные (Proteaceae), эндемик небольшого района Нового Южного Уэльса в Австралии. Небольшой раскидистый куст с ярко-зелёными нитевидными листьями и относительно небольшим количеством жёлтых цветущих летом цветов. Вид похож на P. isophylla, но имеет меньшее количество и более короткие цветки. Встречается только на ограниченном ареале.

## Ботаническое описание

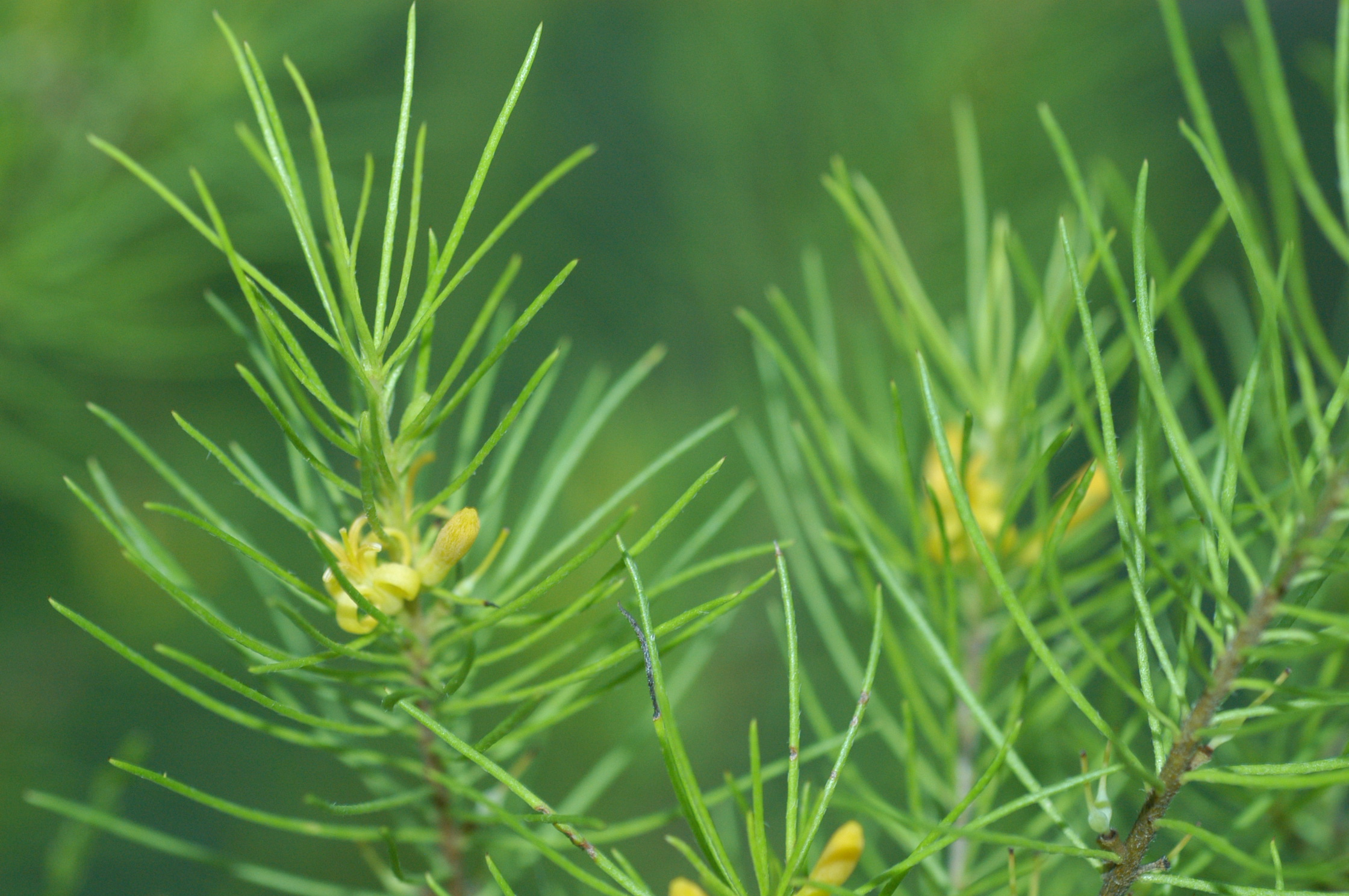
Листья и цветы P. pauciflora

Persoonia pauciflora — раскидистый куст высотой до 100—140 см и шириной 40-200 см. Молодые листья и ветви умеренно опушены, а кора гладкая и серая. Листья ярко-зелёные, нитевидные, 17-35 мм и менее 1 мм в диаметре.
Цветение происходит круглый год, но пик приходится на период с января по апрель. Цветков немного, они расположены группами до девяти в пазухах листьев на концах ветвей или около них на слегка опушённом стебле длиной 1-2,5 мм. Каждый отдельный цветок состоит из цилиндрического околоцветника, который разделяется на четыре сегмента, или листочков околоцветника, и содержит как мужские, так и женские части. Внутри центральный столбик окружён пыльником, который разделяется на четыре сегмента; они загибаются назад и напоминают крест, если смотреть сверху. Они обеспечивают площадку для посадки насекомых на рыльце, которое находится на кончике стигмы. Листочки околоцветника 4,5-8 мм слегка опушённые и тускло-жёлтые. Плоды — зелёные или красновато-зелёные овальные гладкие костянки, 9-11 мм в длину и около 15 мм в ширину.

## Таксономия
Консультант по экологии Гордон Патрик наткнулся на неизвестный тогда кустарник в районе Норт-Ротбери в долине Хантер в сентябре 1997 года. Образец, который впоследствии стал типовым, был собран в январе 1998 года Гордоном Патриком и Питером Уэстоном и размещён в Гербарии Нового Южного Уэльса. Новый вид был описан Питером Уэстоном как Persoonia pauciflora в 1999 году, и описание было опубликовано в Telopea. Родовое название Persoonia происходит от имени южноафриканского ботаника Христиана Генриха Персона. Видовое название pauciflora — от латинских слов paucus, означающих «несколько» или «мало»:489 и flos, означающих «цветок» или «цветение»:338, относящихся к небольшому количеству цветков этого вида, что легко отличает его от других перссоний.
Вид классифицируется внутри рода в группе Lanceolata, которая состоит из 58 близкородственных видов с похожими цветами, но очень разной листвой. Эти виды часто скрещиваются друг с другом в районах, где встречаются два члена группы. Судя по форме листа, ближайшими родственниками этого вида являются Persoonia isophylla и Persoonia pinifolia. Однако, в отличие от этих двух видов, P. pauciflora растёт на более тяжёлых почвах на глинистой основе, а не на почвах из песчаника.

## Распространение и местообитание
P. pauciflora — эндемик Нового Южного Уэльса. Растёт на глинистых почвах в сухих склерофитовых лесах или лесных массивах, под Eucalyptus fibrosa, E. moluccana, E. punctata и Corymbia maculata, с подлеском из кустарников и трав. Встречается только в районе Норт-Ротбери и ареал популяции занимает площадь всего 2,5 км² и линейный диапазон 4,3 км. Все образцы были найдены в пределах 2,5 км от места первой находки.

## Экология
У этой персоонии отсутствует лигнотубер, и поскольку другие виды с гладкой корой, такие как P. mollis, погибают от огня, вероятно, что этот вид размножается только семенами. Новые растения вырастают из долгоживущих семян, хранящихся в земле. Растения не дают жизнеспособных семян, пока им не исполнится по крайней мере от восемнадцати месяцев до трёх лет. Продолжительность жизни вида составляет от 7-12 лет. Многие виды насекомых посещают цветы, но неизвестно, какие виды эффективно их опыляют. Считается, что плоды P. pauciflora поедают крупные птицы, такие как карравонги, и крупные млекопитающие, которые затем рассеивают семена с помётом. Семена имеют твердую оболочку, и причина прорастания неизвестна, хотя новые растения часто появляются после сильного дождя.

## Охранный статус
В двух известных популяциях осталось менее 400 зрелых отдельных растений P. pauciflora, а в 2016 году было зарегистрировано ещё 107 сеянцев и незрелых растений. Основными угрозами для этого вида являются потеря среды обитания и фрагментация из-за расчистки территорий под жилую застройку, незаконных вырубок и сбора, деградация среды обитания в результате выпаса скота и вырубки. P. pauciflora классифицируется как «вид, находящийся под угрозой исчезновения» в соответствии с Законом о сохранении видов, находящихся под угрозой исчезновения Нового Южного Уэльса 1995 года, и как «находящийся в критическом состоянии» в соответствии с Законом правительства Австралии об охране окружающей среды и сохранении биоразнообразия 1999 года.